# Edwin De La Rosa
Edwin De La Rosa (11 de mayo de 1984) es un ciclista y fotógrafo de BMX panameño-estadounidense.

## Biografía
Nació en Panamá y se mudó a Brooklyn a la edad de tres años. Ha practicado BMX desde los 13 años. Se le ha referido como uno de los ciclistas de BMX más influyentes de una generación, como ESPN, quien afirmó que "se le atribuye el mérito de hacer que andar en la calle parezca fluido". Su primera foto en una revista fue en el año 2000 en Ride BMX US. Apareció en su primer vídeo para Animal Bikes en 2001, que llegó a ser influyente en el estilo de conducción de BMX. Ha hablado sobre su experiencia como ciclista negro de BMX y su encuentro con el racismo.